# عبد اللطيف العميري
عبد اللطيف عبد الوهاب عبد الرحمن مبارك العميري، نائب في مجلس الأمة الكويتي.
شارك في انتخابات مجلس الأمة الكويتي 2008 في الدائرة الثانية، وحصل على المركز التاسع برصيد 5361 صوت وفاز بالانتخابات.

## مواقفه في مجلس الأمة
| الكتل                                                                           | التجمع الإسلامي السلفي                                                      |
| اللجان                                                                          | التشريعية - الظواهر السلبية - الشباب و الرياضة - المرأة - الداخلية و الدفاع |
| قانون صندوق المعسرين                                                            | موافق                                                                       |
| الموازنة العامة للدولة                                                          | غير موافق                                                                   |
| قانون ضمان الودائع البنكية                                                      | مؤيد                                                                        |
| إعادة تشكيل اللجان المؤقتة                                                      | موافق                                                                       |
| تقرير اللجنة المالية الرافض لإقامة الدواوين                                     | موافق                                                                       |
| مقترح الحركة الدستورية الإسلامية في التحقيق في الشراكة مع داو و المصفاة الرابعة | غير موافق                                                                   |
| التحقيق في عمل فريق الإزالات                                                    | موافق                                                                       |
| مقترح اللجنة الثلاثية في التحقيق في داو و المصفاة الرابعة                       | موافق                                                                       |